# Pečice, Litija
Pečice este o localitate din comuna Litija, Slovenia, cu o populație de 28 de locuitori.